# خانه لطفعلی خان راین
خانه لطفعلی خان راین مربوط به دوره قاجار است و در راین، خیابان ۱۷ شهریور واقع شده و این اثر در تاریخ ۱۲ بهمن ۱۳۸۱ با شمارهٔ ثبت ۷۲۸۸ به‌عنوان یکی از آثار ملی ایران به ثبت رسیده است.